# Kubanik
Kubanik, kubanik większy (Tiaris olivaceus) – gatunek małego ptaka z rodziny tanagrowatych (Thraupidae). Występuje w Meksyku, Ameryce Środkowej i północno-zachodniej części Ameryki Południowej. Nie jest zagrożony wyginięciem.

## Systematyka
Pierwszy raz gatunek został opisany przez Karola Linneusza w 1766 roku. Ptak ten należy do rzędu wróblowych i jest blisko spokrewniony z ziębami Darwina. Pierwotnie uznano go za jednego z amerykańskich wróbli i zakwalifikowano do trznadli (Emberizidae). Wyróżniono pięć podgatunków T. olivaceus:
- T. olivaceus pusillus – wschodni Meksyk do Ekwadoru i Wenezueli.
- T. olivaceus intermedius – wyspa Cozumel.
- T. olivaceus ravidus – wyspa Coiba.
- T. olivaceus olivaceus – Kuba, Isla de la Juventud, Kajmany, Jamajka i Haiti.
- T. olivaceus bryanti – Portoryko oraz pobliskie wyspy.

## Charakterystyka

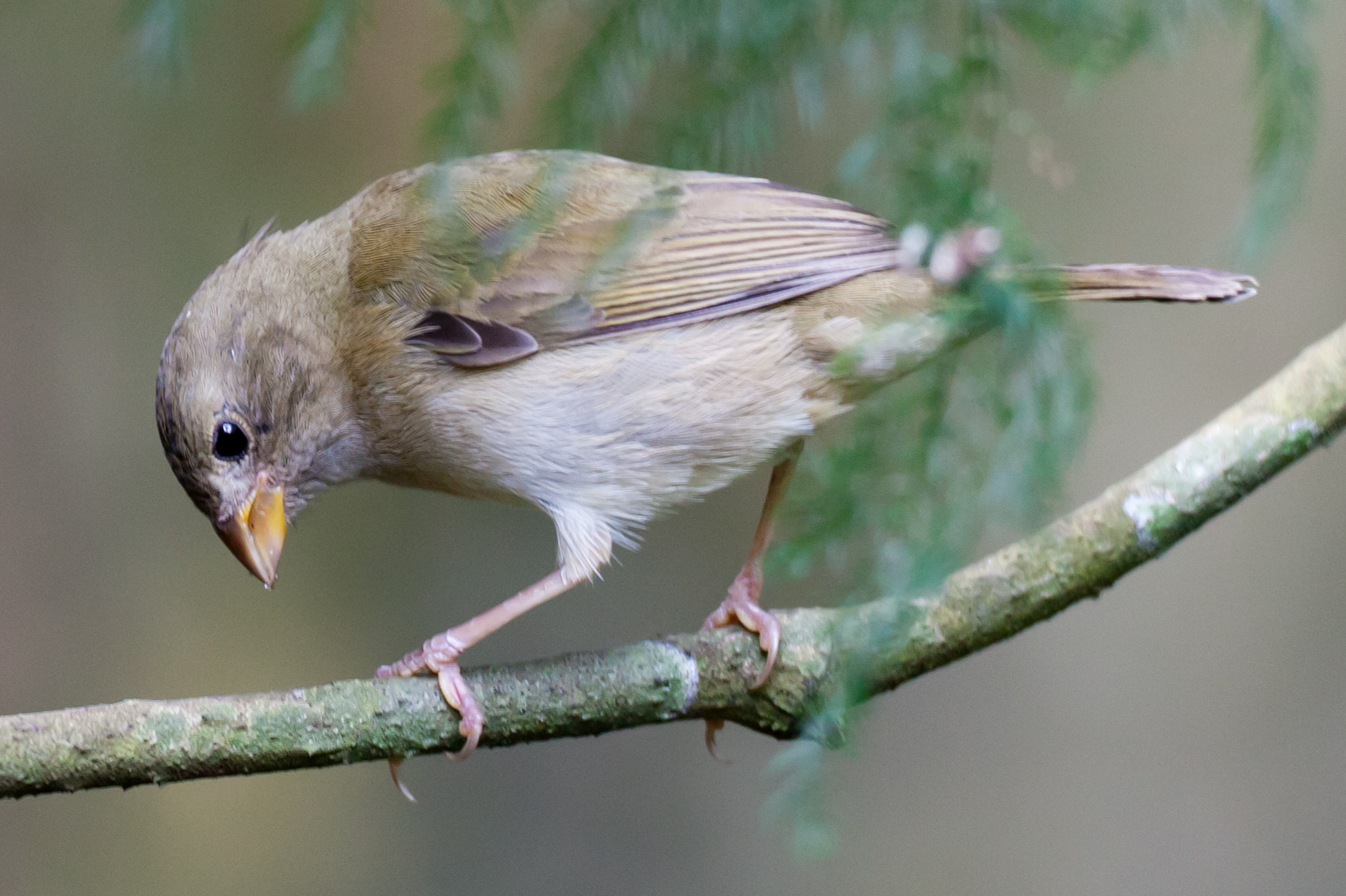
Samica

Jest to niewielki ptak o długości od 10 cm do 10,7 cm, oraz masie w granicach 8–10 gramów, w zależności od podgatunku. Dorosły samiec ma oliwkowozielony grzbiet, czarną pierś i policzki z żółto-pomarańczową linią nad oczami i żółtym gardłem. Brzuch i spodnia część ciała są oliwkowo-szare. Dziób oraz oczy czarne, nogi szare. Samica jest nieco mniejsza i mniej okazała kolorystycznie od samca. Grzbiet jest ciemnooliwkowy, brzuch szarawy, czasami występują czarne pasma na piersi. Żółte zabarwienie głowy jest słabsze i ciemniejsze niż u samca, a czasami całkowicie go brak. Młode osobniki są podobne do dorosłych samic, tylko ciemniejsze. Młode samce osiągają właściwe upierzenie w pierwszym roku życia.
Wydaje serie wysokich, krótkich, ale melodyjnych ćwierkań, które są słyszalne jedynie z małych odległości.

## Występowanie
Gatunek ten zamieszkuje głównie niziny i podnóża gór, do wysokości 2300 m n.p.m. Jest obserwowany na półotwartych terenach, takich jak pobocza dróg, pastwiska, pola, ogrody i niskie zarośla. Unika suchych terenów trawiastych i innych miejsc o rzadkiej i niskiej roślinności.
Granicę występowania na północy wyznaczają stany San Luis Potosí i Tamaulipas w północnym Meksyku. Obserwowany jest w Ameryce Środkowej, w tym na Karaibach. Na południu występuje od północno-zachodniej Wenezueli przez północną i zachodnią Kolumbię po północny Ekwador. Introdukowany na Hawajach.

## Pożywienie
Żeruje głównie na ziemi, gdzie poszukuje nasion, jagód, a czasami małych owadów.

## Tryb życia
Jest ptakiem żyjącym zazwyczaj w luźnych koloniach, które tworzy z innymi gatunkami z rodziny tanagrowatych, o podobnym trybie życia. Dorosłe samce mogą zbierać się i wspólnie żerować oraz śpiewać.  

## Rozród
Okres lęgowy wypada w miesiącach letnich, ale ptaki te mogą gnieździć się przez cały rok, z wyjątkiem okresu od lutego do kwietnia. Gatunek ten tworzy luźne kolonie lęgowe. 
W okresie godowym samce przysiadają się na niewielką odległość do samicy, trzepoczą skrzydłami i śpiewają. Samice budują z traw i źdźbeł zbóż okrągłe gniazda. Są one położone na niewielkiej (30 cm) wysokości nad gruntem. Czasami w zaroślach gniazda są na wysokości około 1,5 m. Samica składa dwa do trzech, rzadziej czterech jaj, pokrytych brązowymi kropkami. Są one wysiadywane przez 12–14 dni.

## Status
IUCN uznaje kubanika za gatunek najmniejszej troski (LC, Least Concern) nieprzerwanie od 1988 roku. Liczebność światowej populacji, według szacunków organizacji Partners in Flight z 2008 roku, mieści się w przedziale 0,5–5,0 milionów osobników, a jej trend uznawany jest za wzrostowy. Obszar występowania zwiększa się dzięki intensywnemu karczowaniu lasów i powstawaniu nowych terenów otwartych.